# HD216140
HD216140 — хімічно пекулярна зоря спектрального класу A2, що має видиму зоряну величину в смузі V приблизно  8,5.
Вона  розташована на відстані близько 516,1 світлових років від Сонця.